# Луг (Середино-Будский район)
Луг (укр. Луг) — село,
Пигаревский сельский совет,
Середино-Будский район,
Сумская область,
Украина.
Код КОАТУУ — 5924484802. Население по переписи 2001 года составляло 10 человек .

## Географическое положение
Село Луг находится на левом берегу реки Свига,
выше по течению на расстоянии в 2 км расположено село Пигаревка,
ниже по течению на расстоянии в 6 км расположено село Жихово,
на противоположном берегу — село Лукашенковское.

## История
Село Луг было основано в 1928 году переселенцами из окрестных населённых пунктов и до 40-х годов XX века назывался в народе хутор Борок. Это был небольшой населённый пункт и в 1940 году насчитывал 29 дворов, в которых проживало около 100 жителей, а в середине 50-х годов XX века – около 150 жителей.
В 60-х годах XX столетия Луг попал в разряд неперспективных населённых пунктов и начал приходить в запустение. Численность населения в нём из года в год снижалась и в 2004 году он опустел.